# Volkmar Harwanegg

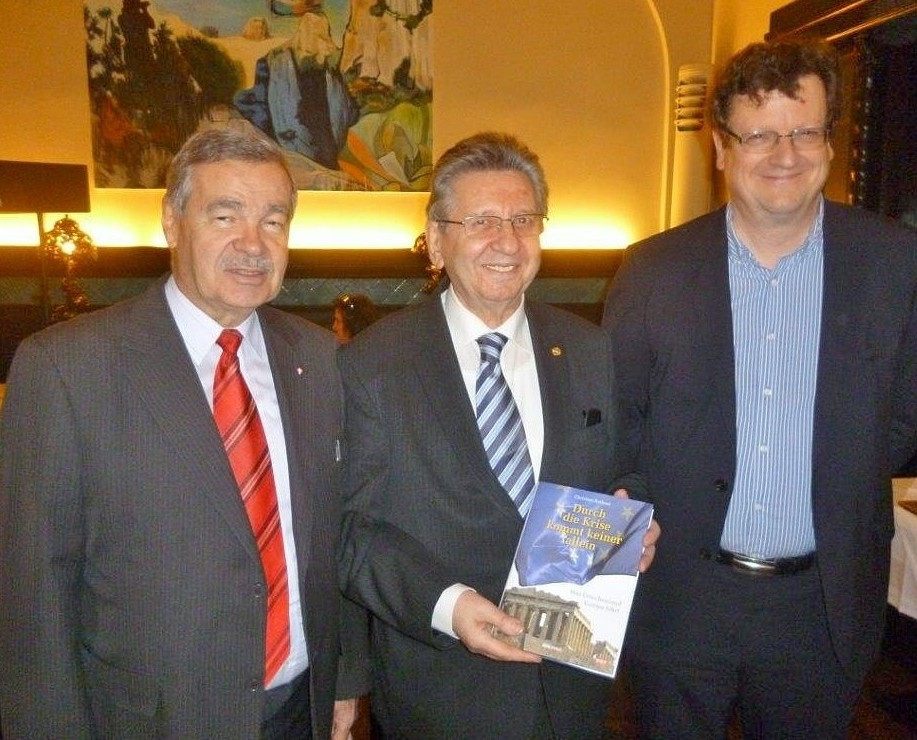
(V. l. n. r.:) Volkmar Harwanegg, Charilaos Zikos, Christian Rathner, 2014

Volkmar Harwanegg (* 27. August 1944 in Wien) ist ein österreichischer Politiker (SPÖ) sowie Abgeordneter zum Wiener Landtag und Mitglied des Wiener Gemeinderats.

## Schulische und berufliche Laufbahn
Volkmar Harwanegg besuchte zwischen 1950 und 1958 die Pflichtschule und absolvierte im Anschluss eine Lehre als Tischler. 1961 legte er die Gesellenprüfung ab und besuchte danach bis 1962 die kaufmännische Abendschule. 
Im Dezember 1962 trat Harwanegg in das Österreichische Postsparkassenamt (ÖPSA) ein. 1971 wurde er pragmatisiert und 1972 wechselte er nach der C-Prüfung als  Referent in die Werbe- und Presseabteilung. Er wurde 1979 zum Vorsitzenden der Personalvertretung des ÖPSA gewählt und war von 1997 bis 2005 Vorsitzender des Betriebsrats der Österreichischen Postsparkasse.

## Politische Laufbahn
Volkmar Harwanegg war Jugendfunktionär in der Gewerkschaft der Bau- und Holzarbeiter. Ab 1968 arbeitete er in der Sektion 27 (SPÖ Laaer Berg) mit und wurde 1969 zum Obmannstellvertreter der Sektion gewählt. 1974 stieg er zum Obmann der Sektion 27 auf, 1977 wurde er in den Bezirksvorstand der SPÖ Favoriten gewählt. Ab 1978 vertrat er die SPÖ in der Bezirksvertretung Favoriten und wurde 1993 zum Abgeordneten zum Wiener Landtag und Gemeinderat gewählt. Er war hier in den Ausschüssen Integration, Frauenfragen, Konsumentenschutz und Personal des Kontrollausschusses und der Personalkommission tätig. 

## Privates
Volkmar Harwanegg ist verheiratet und Vater einer Tochter (* 1988).